# Weigel (cràter)
Weigel és un petit cràter d'impacte que es troba a la part sud-oest de la Lluna, a l'oest-sud-oest del cràter lleugerament més gran Rost, i a sud de Schiller, reconeixible per la seva forma allargada. A l'oest es troba Segner.

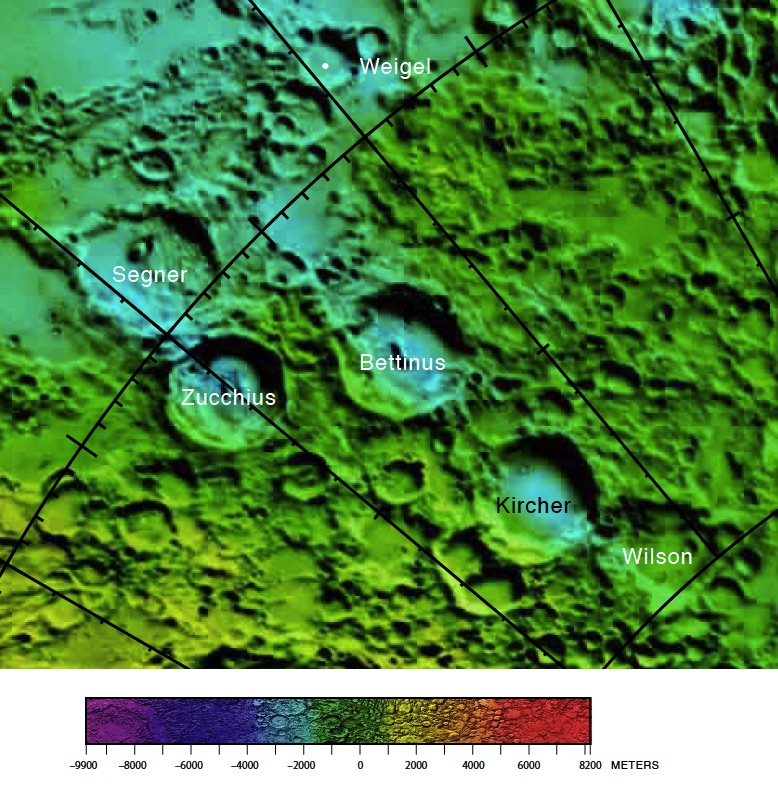
Localització de Weigel (centre de la vora superior de la imatge)
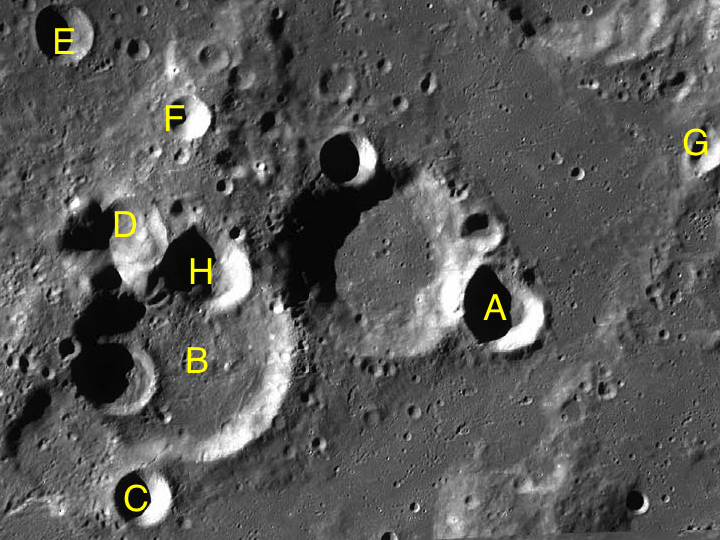
Cràters satèl·lit

La vora d'aquesta formació apareix lleugerament erosionada, amb un petit cràter que travessa la vora nord i el cràter satèl·lit Weigel A i un altre cràter que s'introdueixen lleugerament a la cara oriental. El cràter Weigel B, en realitat una mica més gran que Weigel, està unit a l'exterior sud-oest. Aquest cràter satèl·lit està cobert per múltiples impactes en la seva vora nord i occidental.
Les parets interiors de Weigel tenen només algunes irregularitats secundàries, i el seu talús generalment és uniforme fins a arribar al sòl del cràter. El sòl interior és pla, gairebé sense trets ressenyables.
Weigel es troba dins de la part sud-est de la Conca Schiller-Zucchius.

## Cràters satèl·lit
Per convenció aquests elements són identificats en els mapes lunars posant la lletra en el costat del punt central del cràter que està més proper a Weigel.
| Weigel | Coordenades                          | Diàmetre |
| ------ | ------------------------------------ | -------- |
| A      | 58° 36′ S, 37° 48′ O / 58.6°S,37.8°O | 17 km    |
| B      | 58° 48′ S, 41° 06′ O / 58.8°S,41.1°O | 37 km    |
| C      | 59° 30′ S, 41° 54′ O / 59.5°S,41.9°O | 10 km    |
| D      | 58° 00′ S, 41° 36′ O / 58.0°S,41.6°O | 16 km    |
| E      | 56° 54′ S, 42° 18′ O / 56.9°S,42.3°O | 11 km    |
| F      | 57° 30′ S, 40° 54′ O / 57.5°S,40.9°O | 7 km     |
| G      | 57° 42′ S, 35° 18′ O / 57.7°S,35.3°O | 7 km     |
| H      | 58° 12′ S, 40° 36′ O / 58.2°S,40.6°O | 15 km    |